# Gävle södra station
Gävle södra station eller Danspalatset Maxim är en stationsbyggnad i Gävle, söder om Gavleån. Den ritades av dåvarande stadsarkitekten Gunnar Wetterling med assistans av Gunnar Jacobson och bygget pågick mellan 1925 och 1926. Den blev ett statligt byggnadsminne 1986 och omvandlades till ett byggnadsminne enligt Kulturmiljölagen 2001. Byggnaden betraktas idag som en av Sveriges främsta tjugotalsklassicistiska byggnader.
Stationen hade öppnats av Uppsala-Gävle Järnväg (UGJ) 1874, som även 1877 byggde en bro över Gavleån för att få anslutning till den av Gävle-Dala Järnväg (GDJ) nybyggda Gävle C som invigdes samma år. Bron var viktig för trafiken till de senare öppnade banorna Gävle-Ockelbo Järnväg (GOJ) och Ostkustbanan (OKB) mot Sundsvall. Gävle-Dala Järnväg trafikerade inte Gävle södra station.
Det första stationshuset revs och ersattes av UGJ med ett nytt, färdigt 1926. Westerling hade först planerat för en byggnad i putsad sten, men ändrade till tegelfasad. Byggnaden står på en slät stensockel. Den är i två våningar rött tegel med en central glasad båge. Huvudentrén har placerats i glasbågens mitt och bågen kröns av en fasadskulptur i sten som avbildar järnvägens emblem, ett hjul med två vingar. Fasadskulpturen är i sin tur är placerad under byggnadens klocktorn i trä. När UGJ köptes av svenska staten 1933 och Statens Järnvägar (SJ) tog över driften, flyttades trafiken till Gävle C och Gävle Södra stängdes. Byggnaden fick alltså en kortvarig funktion som järnvägsstation. Den har därefter använts som lager, kontor, sporthall och som danslokal med namnet Maxim. Den utnyttjas fortfarande som konferens- och nöjeslokal under namnet Maxim Nöjesstationen.
Tornuret ovanför entrén ersattes av ett nytt 1988.

## Galleri

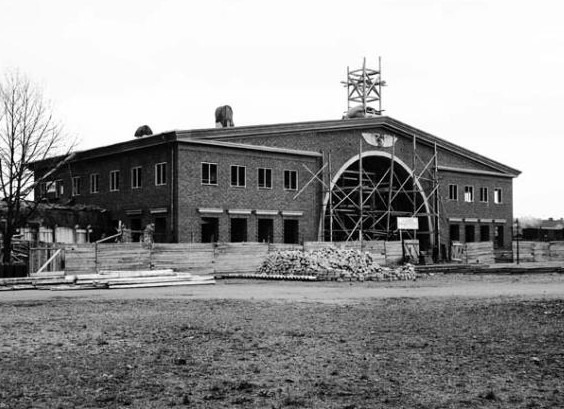
Byggnaden under uppförande 1925
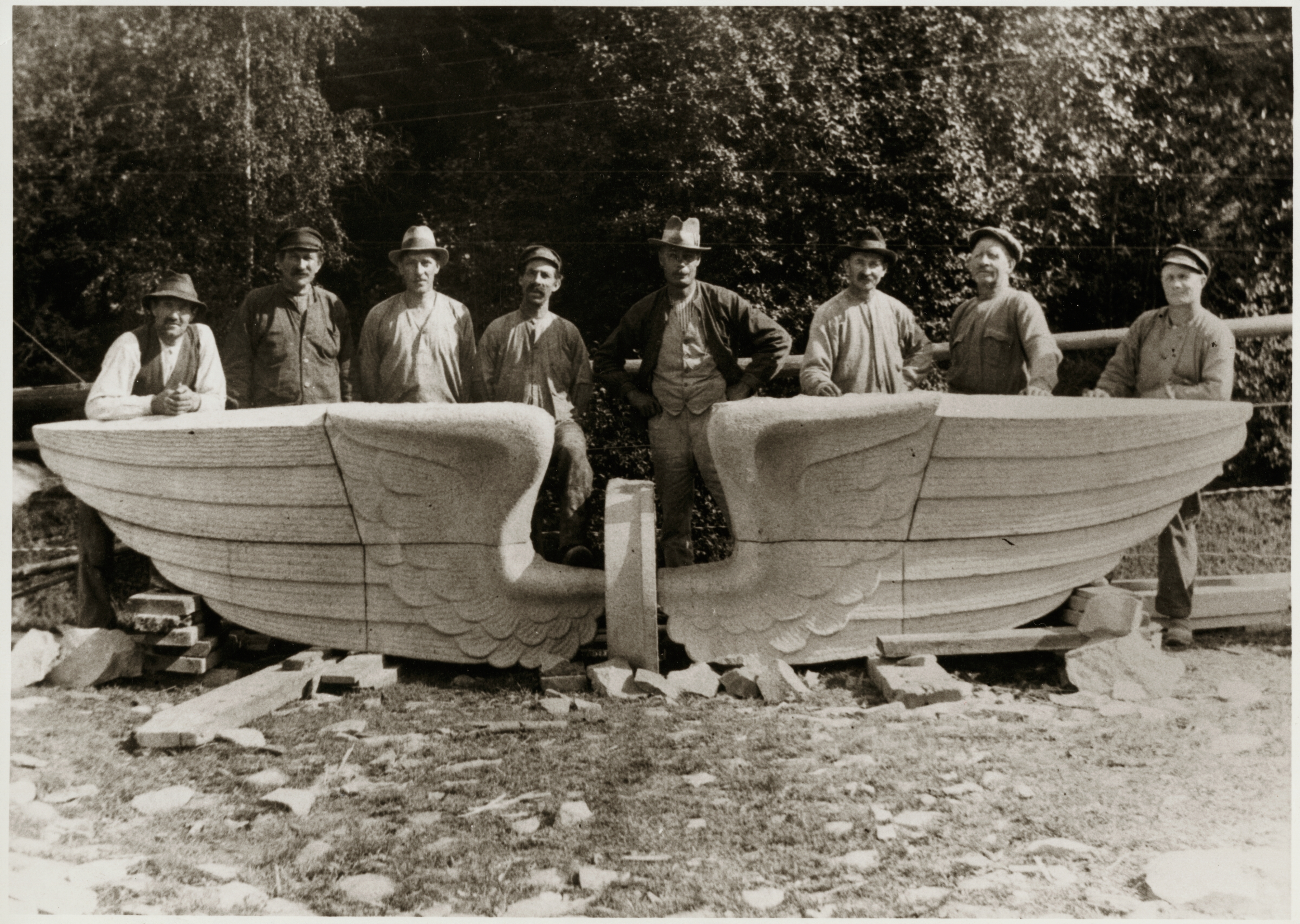
Skaparna av fasadskulpturen i Kilafors stenbrott
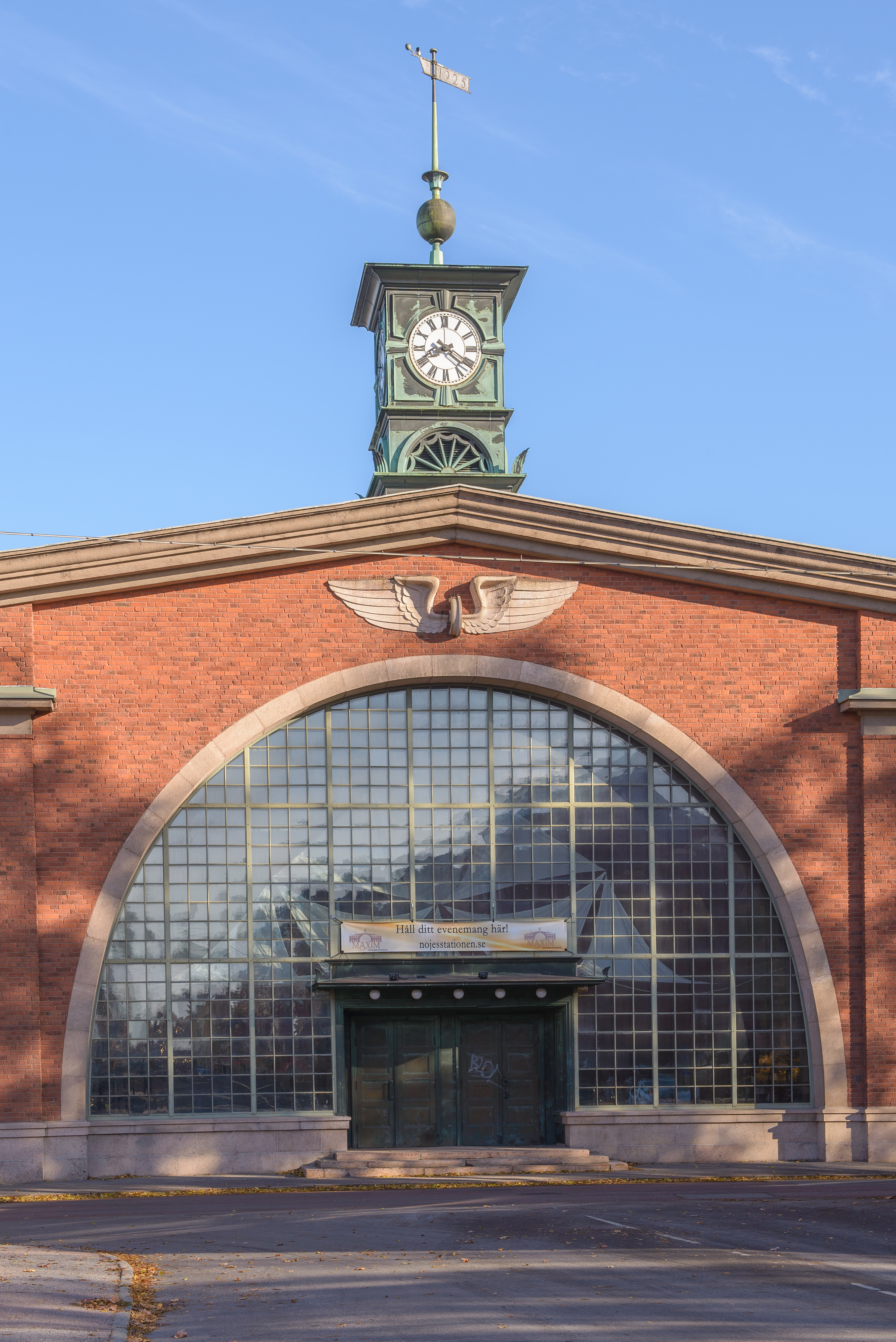
Närbild av glasbågen